# Moskiewski Instytut Fizyczno-Techniczny
Moskiewski Instytut Fizyczno-Techniczny (ros. Московский физико-технический институт, МФТИ) – rosyjski uniwersytet państwowy .
Uczelnia kształci specjalistów w dziedzinie badań teoretycznych, fizyki doświadczalnej i ścisłej, matematyki, informatyki, chemii, biologii i nauk medycznych. Położona jest w miejscowości Dołgoprudnyj, 20 km na północ od centrum Moskwy, ponadto część wydziałów zlokalizowanych jest w miejscowości Żukowskij i w Moskwie 

## Sankcje nałożone na uczelnię
25 listopada 2021 Departament Handlu USA dodał uczelnię do listy sankcji ze względu na opracowywanie produktów wojskowych dla klienta wojskowego, a 2 sierpnia 2022 sankcje zostały zaostrzone ze względu na opracowywanie bezzałogowych statków powietrznych.
25 lutego 2022 w związku z inwazją Rosji na Ukrainę moskiewski instytut został wpisany na listę sankcyjną wszystkich krajów UE.
7 kwietnia 2022 Kanada nałożyła na instytut sankcje za pośrednie lub bezpośrednie wspieranie rosyjskiej armii jako „wspólnika w bólu i cierpieniu spowodowanym bezsensowną wojną Władimira Putina na Ukrainie”.
4 maja 2022 instytut został wpisany na listę sankcyjną Zjednoczonego Królestwa, a od 8 czerwca 2022 Nowej Zelandii, jako osoba prawna „zaangażowana w podważanie suwerenności i integralności terytorialnej Ukrainy”. Instytut znalazł się również na listach państw objętych sankcjami Japonii, Ukrainy i Szwajcarii.